# Хачатур Кечареці
Хачатур Кечареці (Խաչատուր Կեչառեցի, 1260–1331), вірменський поет, науковець, чернець. Настоятель Кечариського монастиря.

## З біографії
Писав средньовірменською літературною мовою, а також класичною давньовірменською (грабар). Автор філософських чотиривіршів, апокрифічних оповідань та духовних пісень. Йому належить віршована переробка «Романа про Олександра» (V століття, Псевдо-Каллісфена). 
Поезія Х. Кечареці реалістична, тісно пов'язана з його часом, з політичними проблемами. Його поезія поєднує в собі вільнодумні та релігійні мотиви.